# Гальбьяти, Итало
И́тало Гальбья́ти (итал. Italo Galbiati; 8 августа 1937, Милан — 8 марта 2023, Милан) — итальянский футболист, полузащитник.

## Карьера

### Игрока
Первым клубом Итало был «Интернационале». В его составе Гальбьяти дебютировал 14 января 1959 года в матче против «Лиона» в Кубке ярмарок сезона 1958/60. В серии A он не провёл ни одного матча и на сезон 1959/60 отдавался в аренду в «Реджину». В 1960 Итало стал игроком «Лекко». С этой командой он дебютировал в чемпионате Италии, проведя два сезона. Карьеру игрока Гальбьяти завершил в 1966 году.

### Тренера
В 1970-х годах Итало работал тренером в молодёжной команде «Интера». В 1981, 1982 и 1984 годах возглавлял «Милан», работая в 1982 году совместно с Франческо Дзагатти. С 1997 по 1998 Гальбьяти впервые стал помощником Фабио Капелло на должности главного тренера клуба. С тех пор он ассистировал Фабио во всех его командах — в «Роме», «Ювентусе», «Реале» и сборных Англии и России.
Скончался 8 марта 2023 года в возрасте 85 лет.